# Ed Cercueil et Fossoyeur Jones
Ed « Cercueil » Johnson et Grave « Fossoyeur » Jones sont deux personnages créés par l’auteur Chester Himes.

## Présentation

### Première apparition et création de la série
Les personnages de Ed Cercueil et de Fossoyeur Jones apparaissent pour la première fois dans le roman La Reine des pommes en tant que personnages secondaires. En 1958, ils deviennent les personnages principaux d’une série de romans.

### Apparence physique
L’apparence physique des deux personnages est très semblable : des as policiers arborant un air de dur, au gabarit imposant, arborant leurs pistolets et ressemblant à des fermiers en visite dans la grande ville. 

### Ce qui les distingue
Fossoyeur Jones a un visage grumeleux et des yeux brun rougeâtre. Il est plus habile avec les mots que Ed Cercueil qui lui a une marque distincte : son visage est marqué par de l’acide. 

### Méthode d’enquête
Leurs surnoms indiquent le respect qu'ils reçoivent dans Harlem. Ils conduisent une Plymouth et mènent leurs enquêtes sur le terrain en utilisant principalement la chance et la brutalité. Ils n’ont donc rien du détective traditionnel, mais sont plutôt deux policiers qui utilisent la violence.

## Harlem de Himes
Tout au long des romans, la forte appartenance des policiers à Harlem est constamment présente. Ils doivent appliquer les lois dictées par les Blancs pour protéger les Noirs et les empêcher de s’entretuer. Car le Harlem des romans de Chester Himes est un ghetto miséreux où la misère entraîne les Noirs à se « bouffer entre eux ».

## SérieEd Cercueil et Fossoyeur Jones
Outre leur première apparition dans La Reine des pommes en 1958, Ed Cercueil et Fossoyeur Jones apparaissent dans une série de romans. Les romans de cette série sont souvent parus en traduction française avant leur publication en langue originale anglaise.
Liste complète :
1. For Love of Imabelle ou The Five Cornered Square (1957) ou A Rage in Harlem (1964) Publié en français sous le titre La Reine des pommes, traduction de Minnie Danzas, Paris, Gallimard, Série noire no 419, 1958 ; réédition, Paris, Gallimard, La Poche noire no 8, 1967 ; réédition, Paris, Gallimard, Carré noir no 63, 1972 ; réédition, Paris, Gallimard, Folio no 1853, 1987 ; réédition, Paris, Gallimard, Folio policier no 66, 1999 ; réédition dans une traduction entièrement révisée par C. Jase dans Cercueil et Fossoyeur. Le Cycle de Harlem, Paris, Gallimard, coll. Quarto, 2007 Grand prix de littérature policière 1958.
2. The Real Cool Killers ou If Trouble Was Money (1959) Publié en français sous le titre Il pleut des coups durs, traduction de Chantal Wourgaft, Paris, Gallimard, Série noire no 446, 1958 ; réédition, Paris, Gallimard, La Poche noire no 21, 1967 ; réédition, Paris, Gallimard, Carré noir no 123, 1973 ; réédition, Paris, Gallimard, Folio no 1923, 1988 ; réédition, Paris, Folio policier no 283, 2003 ; réédition dans une traduction entièrement révisée par C. Jase dans Cercueil et Fossoyeur. Le Cycle de Harlem, Paris, Gallimard, coll. Quarto, 2007
3. The Crazy Kill ou A Jealous Man Can't Win (1959) Publié en français sous le titre Couché dans le pain, traduction de Jeanne Hérisson et Henri Robillot, Paris, Gallimard, Série noire no 522, 1959 ; réédition, Paris, Gallimard, La Poche noire no 30, 1968 ; réédition, Paris, Gallimard, Carré noir no 137, 1973 ; réédition, Paris, Gallimard, Folio no 1814, 1987 ; réédition, Paris, Gallimard, Folio policier no 245, 2002 ; réédition dans une traduction entièrement révisée par C. Jase dans Cercueil et Fossoyeur. Le Cycle de Harlem, Paris, Gallimard, coll. Quarto, 2007
4. The Big Gold Dream (1960) Publié en français sous le titre Tout pour plaire, traduction de Yves Malartic, Paris, Gallimard, Série noire no 511, 1959 ; réédition, Paris, Gallimard, La Poche noire no 42, 1968 ; réédition, Paris, Gallimard, Carré noir no 311, 1979 ; réédition, Paris, Gallimard, Folio no 1890, 1987 ; réédition, Paris, Gallimard, Folio policier no 72, 1999 ; réédition dans une traduction entièrement révisée par C. Jase dans Cercueil et Fossoyeur. Le Cycle de Harlem, Paris, Gallimard, coll. Quarto, 2007
5. All Shot Up ou Don't Play with Death (1960) Publié en français sous le titre Imbroglio Negro, traduction de Jeanne Fillion, Paris, Gallimard, Série noire no 601, 1960 ; réédition, Paris, Gallimard, La Poche noire no 143, 1971 ; réédition, Paris, Gallimard, Carré noir no 306, 1979 ; réédition, Paris, Gallimard, Folio no 1803, 1987 ; réédition, Paris, Gallimard, Folio policier no 19, 1998 ; réédition dans une traduction entièrement révisée par C. Jase dans Cercueil et Fossoyeur. Le Cycle de Harlem, Paris, Gallimard, coll. Quarto, 2007
6. The Heat's On ou Be Calm (1966) ou Come Back, Charleston Blue (1972) Publié en français sous le titre Ne nous énervons pas !, traduction de Jeanne Fillion, Paris, Gallimard, Série noire no 640, 1961 ; réédition, Paris, Gallimard, La Poche noire no 117, 1970 ; réédition, Paris, Gallimard, Carré noir no 325, 1979 ; réédition, Paris, Gallimard, Folio no 1827, 1987 ; réédition, Paris, Gallimard, Folio policier no 39, 1998 ; réédition dans une traduction entièrement révisée par C. Jase dans Cercueil et Fossoyeur. Le Cycle de Harlem, Paris, Gallimard, coll. Quarto, 2007
7. Cotton Comes to Harlem (1965) Publié en français sous le titre Retour en Afrique, traduction de Pierre Sergent, Paris, Plon, 1964 ; réédition, Paris, 10/18, coll. Domaine étranger no 1588, 1983 ; réédition, Paris, Gallimard, Série noire no 2688, 2003 ; réédition dans une traduction entièrement révisée par C. Jase dans Cercueil et Fossoyeur. Le Cycle de Harlem, Paris, Gallimard, coll. Quarto, 2007
8. Blind Man with a Pistol (1969) Publié en français sous le titre L'Aveugle au pistolet, traduction de Henri Robillot, Paris, Gallimard, 1970 ; réédition, Paris, Gallimard, Folio no 150, 1972 ; réimpression dans Folio au no 818, 1976 ; réédition, Paris, Gallimard, Folio policier no 105, 1999 ; réédition dans une traduction entièrement révisée par C. Jase dans Cercueil et Fossoyeur. Le Cycle de Harlem, Paris, Gallimard, coll. Quarto, 2007
9. Plan B (1983) - roman inachevé Publié en français sous le titre Plan B, Paris, Éditions Lieu Commun, 1983 ; réédition, Paris, Seuil, Point/Roman no 179, 1985

## Adaptations à l'écran
- Le casse de l'oncle Tom (Cotton comes to Harlem) - 1970 - Réalisé par Ossie Davis
- Come Back, Charleston Blue (Ne nous énervons pas) - 1972 - Réalisé par Marc Warren
- La Reine des pommes (A Rage in Harlem) - 1991 - Réalisé par Bill Duke